# The Phantom Agony
A Phantom Agony a holland származású, szimfonikus metal zenét játszó Epica debütáló lemeze, amely 2003-ban jelent meg a szintén holland illetőségű Transmission Records jóvoltából. Ez a lemez az After Foreverből kivált gitáros, Mark Jansen első szerzeménye. Ezen a lemezen Mark folytatta az After Forever Prison of Desire c. lemezén megkezdett ”The Embrace that Smothers” sorozatot. A sorozat első részei megtalálhatók az After Forever Prison of Desire című lemezén, a The Phantom Agony albumon, a befejező dalok pedig a The Divine Conspiracy-n találhatók. A dalok témája hasonló, így összekapcsolódnak, a vallások veszélyeivel foglalkoznak, kissé vallásellenesek.

## Az albumról
Egy hat tagot számláló kórus közreműködésével (köztük Amanda Somerville, vokál és háttérvokál az összes Epica albumon) és egy vonószenekarral (3 hegedűs, 2 brácsás, 2 csellós és 1 nagybőgős) 2003 januárjában elkezdték Sascha Paeth Gate Studio-jában a lemez felvételeit, amely 2003. június 5-én jelent meg a Transmission Record gondozásában.

## A lemez háttere
A The Phantom Agony lemezen Mark Jansen folytatta a korábban megkezdett ”The Embrace that Smothers” (magyarul: A fojtó ölelés) sorozatot, melyet az After Forever első lemezén a Prison of Desire-ön kezdett el. A harmadik Epica stúdiólemezen (The Divine Conspiracy, 2007) három újabb tétellel bővült a sorozat. A sorozat minden egyes tétele a szervezett vallásból eredő veszéllyel, veszélyekkel foglalkozik.
A következő lemez, a We Will Take You With Us egy holland TV-s adás, a 2 Meter Sessies 
élő felvételét tartalmazza, ahol a The Phantom Agony összes számát eljátszották (közülük a Feint és a Run for a Fall akusztikus) és egy számot, a Memory-t is, a Macskák című musicalből.

## Az album dalai
| #  | szám                                                     | dalszöveg | zene                                          | megjegyzés  | hossz |
| -- | -------------------------------------------------------- | --------- | --------------------------------------------- | ----------- | ----- |
| 1. | "Adyta (The Neverending Embrace)"                        | S. Simons | M. Jansen                                     |             | 1:27  |
| 2. | "Sensorium"                                              | M. Jansen | M. Jansen, A. Sluijter, C. Janssen, S. Simons |             | 4:47  |
| 3. | "Cry for the Moon (The Embrace That Smothers - Part IV)" | M. Jansen | M. Jansen, A. Sluijter, S. Simons             | 3. kislemez | 6:44  |
| 4. | "Feint"                                                  | M. Jansen | M. Jansen, A. Sluijter, C. Janssen, S. Simons | 2. kislemez | 4:18  |
| 5. | "Illusive Consensus"                                     | S. Simons | M. Jansen, A. Sluijter, C. Janssen, S. Simons |             | 4:59  |
| 6. | "Façade of Reality (The Embrace That Smothers - Part V)" | M. Jansen | M. Jansen, A. Sluijter, S. Simons             |             | 8:10  |
| 7. | "Run for a Fall"                                         | M. Jansen | M. Jansen, A. Sluijter, C. Janssen, S. Simons |             | 6:31  |
| 8. | "Seif al Din (The Embrace That Smothers - Part VI)"      | M. Jansen | M. Jansen, A. Sluijter                        |             | 5:47  |
| 9. | "The Phantom Agony"                                      | M. Jansen | M. Jansen, A. Sluijter, Y. Huts               | 1. kislemez | 9:00  |

## Közreműködők
- ének: Simone Simons
- gitár, ének (death metal hörgés): Mark Jansen
- gitár: Ad Sluijter
- elektromos basszusgitár, basszusgitár: Yves Huts
- szintetizátor, zongora: Coen Janssen
- dob, ütőhangszerek: Jeroen Simons